# Sam Douglas
Sam Douglas (* 17. Juni 1957 als Douglas Samuel Waters in Banbury, Vereinigtes Königreich) ist ein britischer Schauspieler, der auch die US-amerikanische Staatsbürgerschaft besitzt. Er ist vor allem durch seine Rolle als Privatdetektiv Scott Shelby im Videospiel Heavy Rain bekannt.

## Werdegang
Douglas schloss seinen Bachelor of Fine Arts in Schauspiel am Simpson College ab sowie in Regie an der Oklahoma City University; dort war er unter der Leitung von Alan Langdon beschäftigt.
Douglas spielte an mehreren Theatern in den USA und Großbritannien, darunter das Royal National Theatre, Greenwich Theatre, Royal Court Theatre und Savoy Theatre. Er ist auch als Theaterdirektor im Actors Space in New York tätig und leitet professionelle Improvisationsworkshops in London und Oxford, basierend auf dem Stanislavski-System mit Unterstützung von Alan Langdon auch am Circle in the Square Theatre in New York City.

## Deutsche Synchronstimme
Im Deutschen hat Douglas keinen Stammsprecher. Er wurde u. a. von Roland Hemmo (Method), Reinhard Scheunemann (Snatch), Holger Schwiers (Das Parfum) oder Jörg Hengstler (Die Bibel) synchronisiert. In der deutschsprachigen Fassung von Heavy Rain wurde die Rolle des Scott Shelby von Richard van Weyden synchronisiert.

## Filmografie (Auswahl)

### Filme
- 1984: The Razor's Edge (Mann am Kussstand)
- 1989: Batman (Anwalt)
- 1996: Mission: Impossible
- 1997: Das fünfte Element (New York Chief Cop)
- 1999: Eyes Wide Shut (Taxifahrer)
- 2000: Snatch – Schweine und Diamanten (Rosebud)
- 2004: Method – Mord im Scheinwerferlicht (Mr. Hinkley)
- 2004: Agent Cody Banks 2: Mission London (Präsident)
- 2006: Das Parfum – Die Geschichte eines Mörders (Grimal)
- 2011: Colombiana
- 2017: Valerian – Die Stadt der tausend Planeten (Tourist)
- 2023: Operation Fortune (Saul)

### Serien
- 1990–1993: Jeeves and Wooster – Herr und Meister (Captain Corrigan)
- 1992–1998: Highlander (Baxter)
- 1997–2002: Lexx – The Dark Zone (General Klebstock)
- 1997–2010: King of the Hill (Stimme: Pizzabote)
- 2013: Die Bibel (Herodes der Große)

### Videospiele
- 2010: Heavy Rain (Scott Shelby)
- 2022: As Dusk Falls (Bear Holt)